# Phostria araeosoma
Phostria araeosoma là một loài bướm đêm trong họ Crambidae.